# Valsusa

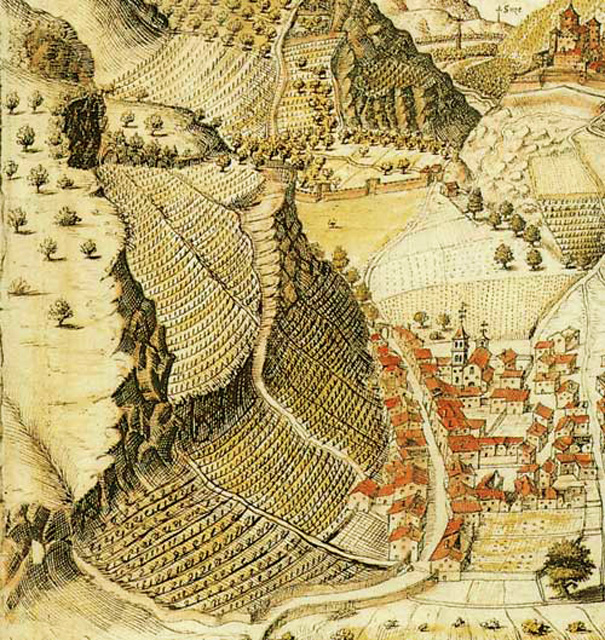
Le vignoble d'Exilles, par Jean de Beins, début du XVIIe siècle

Le Valsusa est un vignoble italien de la région Piémont dont les vins sont dotés d'une appellation DOC depuis le 31 octobre 1997. Seuls ont droit à la DOC les vins rouges récoltés à l'intérieur de l'aire de production définie par le décret.

## Aire de production
Les vignobles autorisés se situent dans les communes de Almèse, Bourgon, Brussol, Bussolin, Chanoux, Chaumont, Chiaurie, Condoue, Exilles, Gravière, Jaillons, Mattie, Méans, Monpantier, Rubiane, Saint-Didier, Saint-Joire, Suse et Villar-Fouchard en province de Turin.  Les communes font partie du val de Suse.

## Cépages
Les cépages suivants sont autorisés :
- Avana,
- Barbera,
- Dolcetto,
- Nerettia cuneese.

## Vins, appellations
On produit deux types de vins :
- Valsusa rosso et le
- Valsusa novello.